# Truckracing

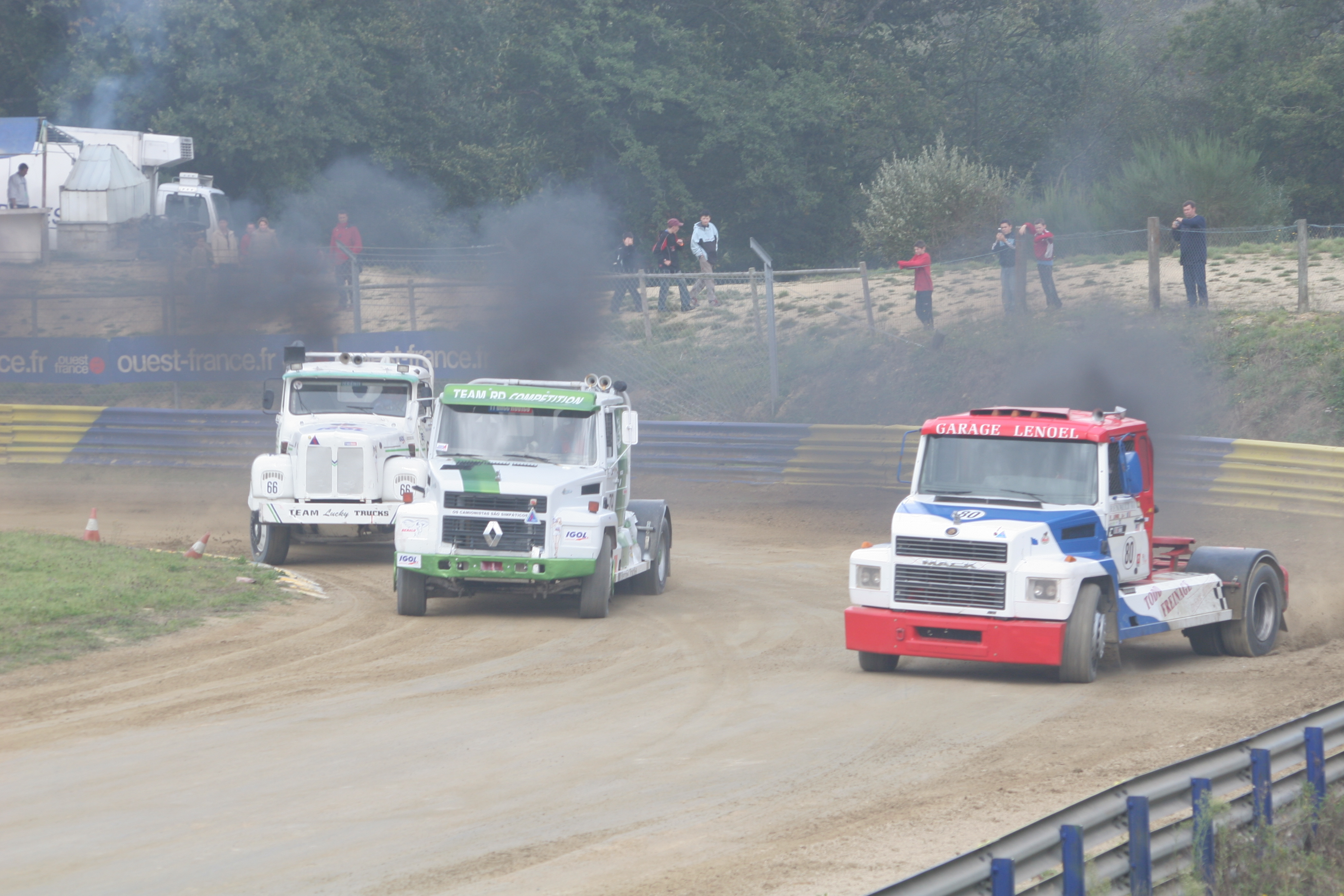
Truckracing

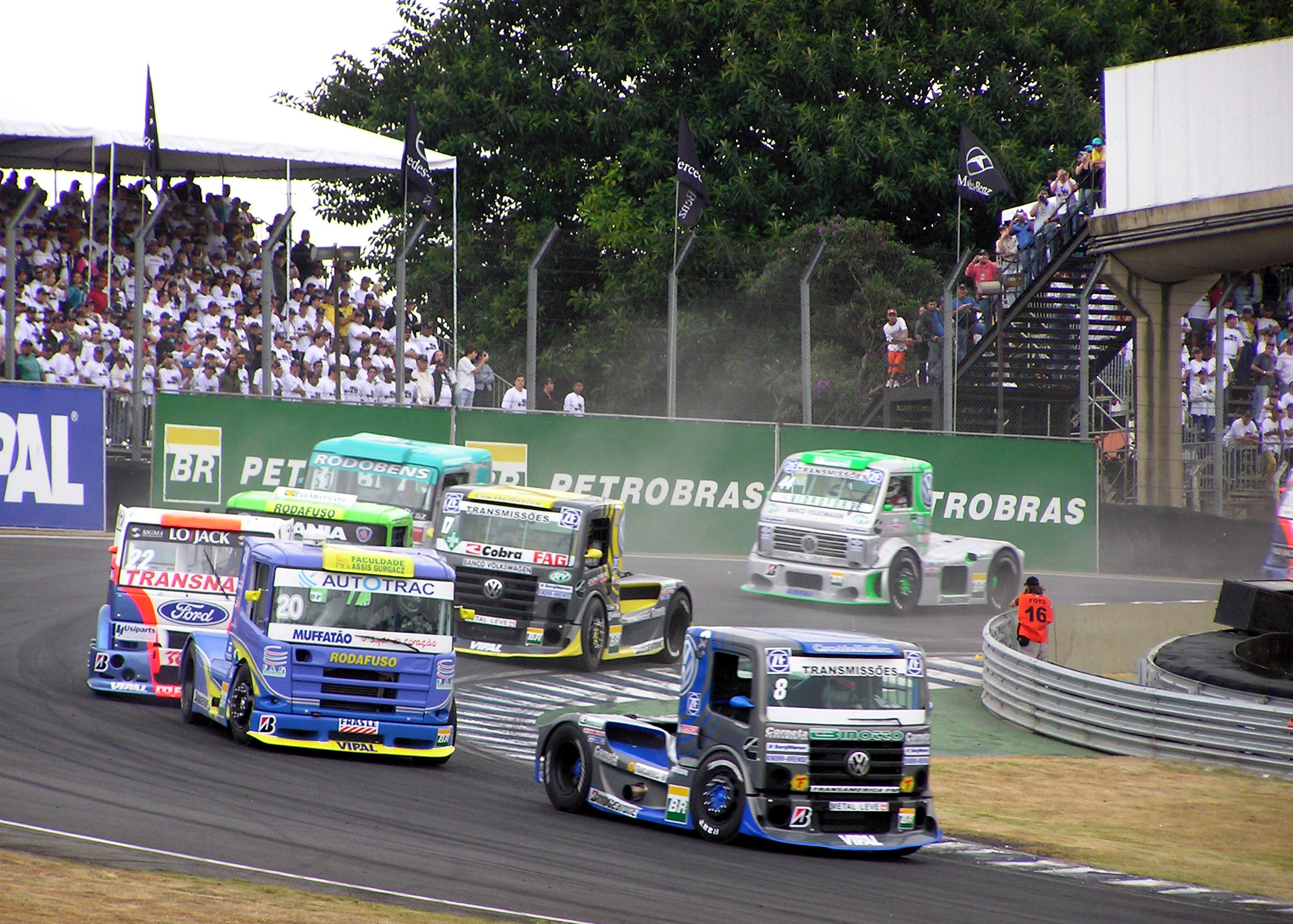
Fórmula Truck 2006 in Interlagos

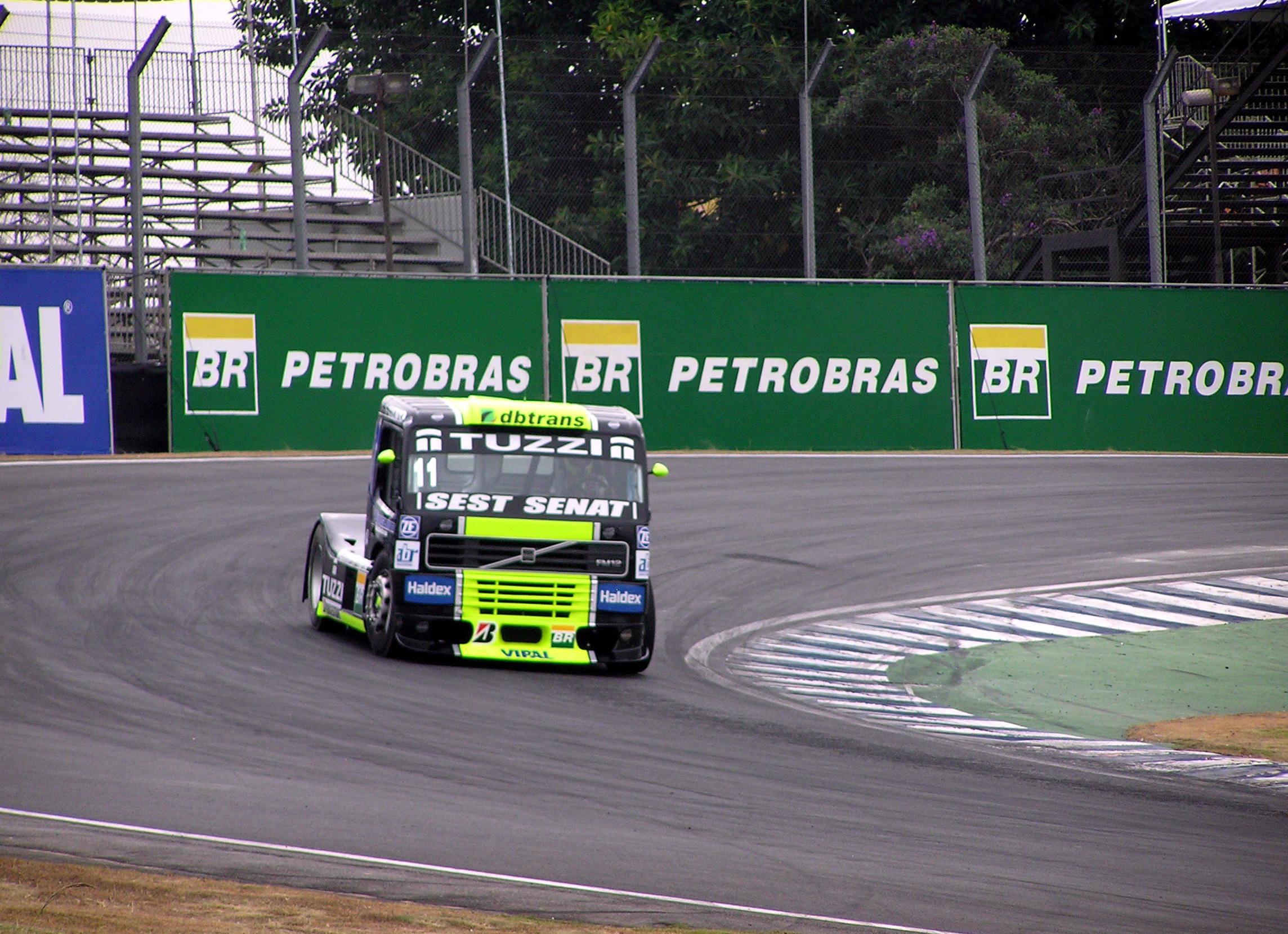
Volvo Truck Bueno 2006

Truckracing is het racen met vrachtwagentrekkers zonder oplegger. De trucks worden speciaal gebouwd of geprepareerd voor het racen. Bekende merken die meedoen zijn MAN, Mercedes-Benz, Freightliner, Renault, Foden, Iveco, DAF en Volvo.
Een truck heeft een motor van meer dan 1000 pk, die voorzien is van 1 of meer turbo's. De maximumsnelheid, die gereden mag worden, is 160 km per uur. Er zijn sinds 1994 twee klassen: Superracetrucks (SRT) en Racetrucks (RT).

## Truckracekampioenschappen
Sinds 1989 bestaat het truckracen in Europa en wordt onder auspiciën van de FIA gehouden onder de titel FIA European Truck Racing Championship. Daarnaast zijn er nationale kampioenschappen. De regels worden in overleg met de European Truck Race Association (ETRA) door de FIA vastgelegd.
De ADAC (Allgemeine Deutsche Automobil-Club e.V.) organiseert jaarlijks de Mittlrhein Cup op de Nürburgring. In het Verenigd Koninkrijk heet de truckracing organisatie British Truck Racing Association (BTRA), opgericht in 1984. Deze Britse kampioenschap- en race-evenementen worden georganiseerd door de British Automobile Racing Club (BARC). Sinds 2016 is er een nieuwe truckracevereniging in Nederland; Dutch Truck Racing, die als doel heeft de truckracesport te promoten en faciliteren. De leden zijn truckraceteams die mede het Dutch Truck Racing Championship vorm geven. In de Verenigde Staten worden onder andere Camping World Truck Series en in Zuid-Amerika de Fórmula-Truck-serie gehouden.

## SuperRaceTruck
De SuperRaceTruck (SRT) mag niet gebaseerd zijn op een seriematig gebouwde vrachtwagen, weegt 5000 kg en heeft een vermogen van 1500 pk met een koppel van 5000 Nm. Alle trucks hebben een ZF HP500 automatische versnellingsbak. In 7,5 seconden wordt de maximaal toegestane snelheid van 160 km per uur bereikt. De truck verbruikt 1 liter diesel per kilometer. De zeer grote schijfremmen worden met water gekoeld. In een weekend wordt twee keer geracet, een kwalificatiewedstrijd en de cupwedstrijd.

## RaceTruck
De RaceTruck (RT) is een aangepaste, seriematig gebouwde vrachtwagen. Ze wegen boven de 5500 kg en die met schijf/trommelremmen 5500 kg en hebben meer dan 900 pk met ook een koppel van 5000 Nm. Alle trucks hebben dezelfde ZF 16-versnellingsbak, die hier handmatig maar ook automatisch geschakeld wordt en waarvan voornamelijk alleen de hoogste versnelling gebruikt wordt. De RaceTruck racet zowel op zaterdag als zondag in een kwalificatiewedstrijd en een cupwedstrijd.